# Letiště Kalabo
Letiště Kalabo (anglicky Kalabo Airport, IATA: KLB, ICAO: FLKL) je letiště na západním okraji města Kalabo v Západní provincii v Zambii.

## Vybavení
Letiště se nachází v nadmořské výšce 1052 m n. m. Vzletová a přistávací dráha je dlouhá 1 100 m a její povrch je z asfaltu.